# Centerville (Tennessee)
Pour les articles homonymes, voir Centerville.
Centerville est le siège du comté de Hickman, dans l'État du Tennessee aux États-Unis.
La population était de 3 793 habitants en 2000.
C'est la ville de naissance de la comédienne et chanteuse de musique country Minnie Pearl.